# Oberhallau
Oberhallau ist eine politische Gemeinde des Kantons Schaffhausen in der Schweiz.

## Geographie
Oberhallau liegt im Schaffhauser Klettgau, eingebettet zwischen Lugmer und Oberhallauer Berg am Fusse der Rebberge. Die Nachbardörfer sind Hallau, Gächlingen und Neunkirch. Im Nordwesten verläuft die Grenze zwischen Deutschland und der Schweiz.

Historisches Luftbild aus 100 m von Walter Mittelholzer von 1923

## Bevölkerung
Oberhallau hat etwas mehr als 400 Einwohner. Die Bevölkerungsentwicklung zeigt, dass es bereits 1771 rund 400 Einwohner waren. Der Höchststand war 1840 mit 800 Einwohnern erreicht. Von den 400 Oberhallauern gehören 330 der reformierten Kirchgemeinde an.

## Wappen
Blasonierung
In blau weisse von gelbem Schlüssel horizontal belegte Lilie.
Da Oberhallau früher mit Hallau eine Gemeinde bildeten, befindet sich die Lilie auf ihrem Wappen. Nach der Loslösung wollte Oberhallau jedoch ein besonderes Wappen tragen. Da ihre Kirche St. Peter geweiht ist, wählten sie den Schlüssel als zusätzliches Symbol für ihr Wappen. Dieses findet sich zum ersten Mal 1558 auf einem Scheibenriss. Hier befindet sich der Schlüssel jedoch noch rechts (heraldisch: links) von der Lilie. Der Schild mit dem Wappen ist gespalten von weiss mit blauem Schlüssel und blau mit gelber Lilie. 1751 findet sich erstmals die Version mit der Lilie belegt von einem waagrechten Schlüssel. Dieses Wappen wurde schliesslich 1949 vom Gemeinderat angenommen.

## Bergrennen
Einmal im Jahr, bevorzugt am letzten Wochenende im August, wird auf der 3,0 km langen Strecke von Oberhallau nach Vord. Berghöf auf den Oberhallauerberg das Automobil-Bergrennen ausgetragen. Der Höhenunterschied beträgt 157 m bei einer durchschnittlichen Steigung von 5,2 %. Das erste Rennen wurde im Jahre 1923 durchgeführt, überwiegend mit Motorrädern. Bereits zu dieser Zeit wurden Durchschnittsgeschwindigkeiten von über 80 km/h realisiert. Das Bergrennen 2007 wurde erstmals durch den eigens gegründeten Verein Pro Bergrennen Oberhallau (VBO) organisiert. Der Vereinszweck versteht sich darin, diese Veranstaltung auch in Zukunft durchführen zu können. Einmalig im Bergrennzirkus ist der Gottesdienst, der während einer Motorenruhe am Sonntagmorgen entlang der gesamten Rennstrecke übertragen wird.
Der im Rennen gefahrene Streckenrekord für Tourenwagen beträgt 1:14.56, 2019 erzielt von Ronnie Bratschi. Der absolute Streckenrekord wurde von Eric Berguerand in einem Formel 3000 Lola FA99 mit 1:08,00 im Jahr 2019 erzielt. Der letzte Wert entspricht einer Durchschnittsgeschwindigkeit von annähernd 159 km/h.

## Sehenswürdigkeiten

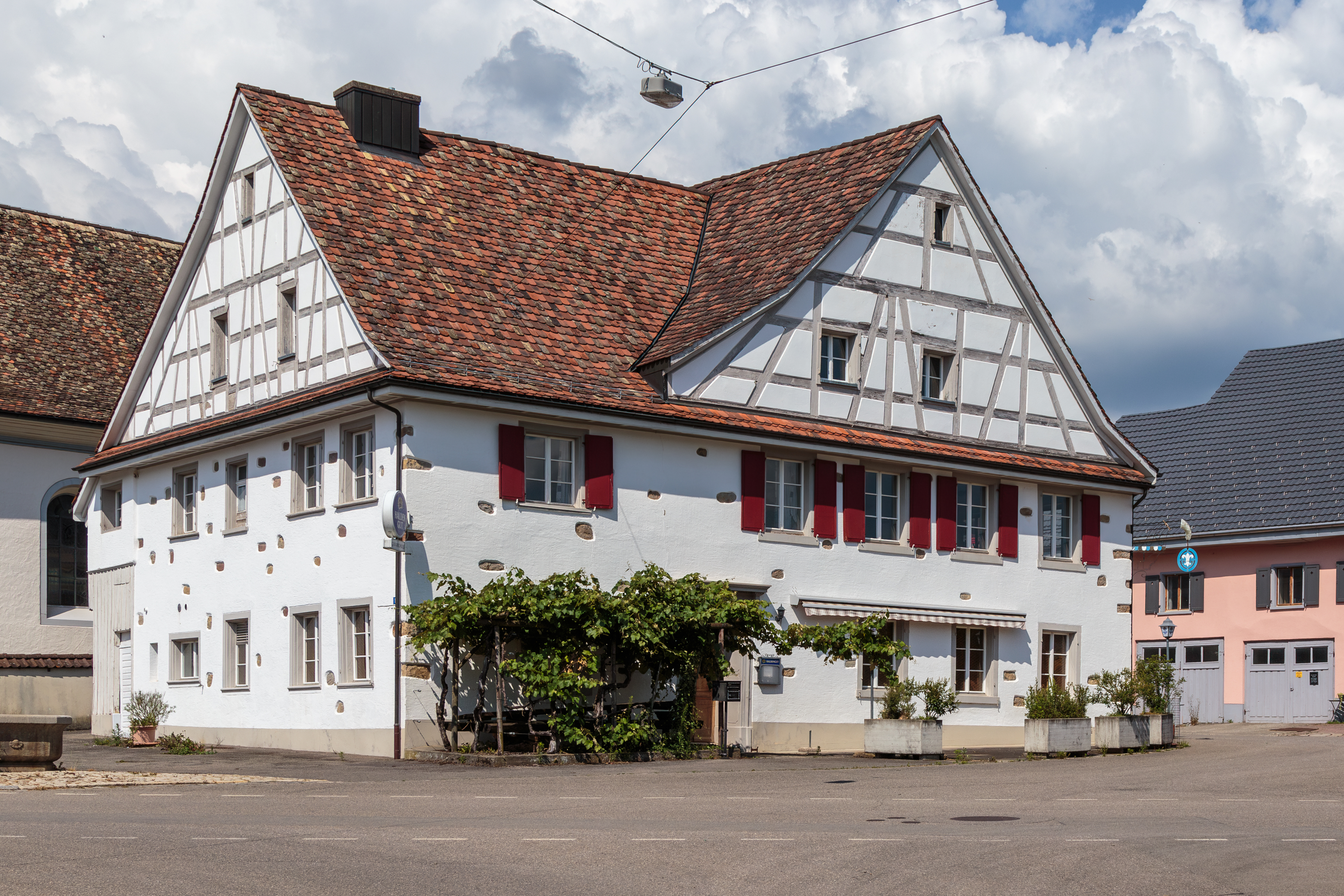
Gmandhuus Oberhallau

Die neue Strassennummerierung mag zwar vom Platz mit dem Dorfladen ausgehen, optischer Mittelpunkt und Wahrzeichen des Dorfes ist aber die (Evangelisch-reformierte) Kirche. Sie wurde 1751 anstelle der damaligen St. Peterskapelle gebaut und 1998 letztmals renoviert. Diese Renovation gab viel zu reden: Die Rebfrauen protestierten, als sichtbar wurde, dass die Zeiger der Turmuhr aus der Ferne nicht mehr sichtbar sind, weil das mauergraue Zifferblatt mit einem Lapisblau im Ton des Oberhallauer Wappens verschönert wurde. Der Architekt liess sich von den Rebfrauen überzeugen und stimmte der Vergoldung der Zeiger zu.
Im Kircheninnern fällt der Blick sofort auf die Orgel. Sie befindet sich inmitten der Chorwand. Als 1922 eine pneumatische Orgel eingebaut werden sollte, wollten die jungen Männer nicht auf ihre Plätze auf der Empore verzichten – sie hätten sonst im Kirchenschiff Platz nehmen müssen –, weswegen der Orgelprospekt im Chor montiert wurde. Die Spätrenaissance-Kanzel aus Eichenholz wurde mitten in die Orgelpfeifen hineingebaut.

## Persönlichkeiten
- Jakob Ochsner (1858–1926), Wagnermeister und der Erfinder des Abfallentsorgungssystems
- Johann Surbeck (1892–1956), Buchdrucker und Nationalrat